# Saint-Amans-Valtoret
Saint-Amans-Valtoret (okzitanisch: Sant Amanç de Val Toret) ist eine französische Gemeinde mit 862 Einwohnern (Stand: 1. Januar 2022) im Département Tarn in der Region Okzitanien. Sie gehört zum Arrondissement Castres und zum Kanton Mazamet-2 Vallée du Thoré (bis 2015: Kanton Saint-Amans-Soult).

## Lage
Saint-Amans-Valtoret liegt etwa 25 Kilometer südöstlich von Castres am Fuß der Montagne Noire (dt. „Schwarzes Gebirge“) und ist Teil des Regionalen Naturparks Haut-Languedoc. Der Thoré begrenzt die Gemeinde im Süden. Im Norden liegt der Lac des Saints-Peyres. Umgeben wird Saint-Amans-Valtoret von den Nachbargemeinden Le Vintrou im Norden und Nordwesten, Lasfaillades im Norden, Anglès im Nordosten, Rouairoux im Osten, Sauveterre und Albine im Südosten, Saint-Amans-Soult im Süden, Bout-du-Pont-de-Larn im Westen sowie Pont-de-Larn im Nordwesten.

## Bevölkerungsentwicklung
| Jahr                      | 1962 | 1968 | 1975 | 1982 | 1990 | 1999 | 2006 | 2012 |
| Einwohner                 | 1263 | 1214 | 1020 | 920  | 985  | 966  | 920  | 934  |
| Quelle: Cassini und INSEE |      |      |      |      |      |      |      |      |

## Sehenswürdigkeiten
- Schloss Saint-Amans-Valtoret, ursprünglich im 14. Jahrhundert errichtet, umgebaut im 17. Jahrhundert, Monument historique seit 1960
- See Les Saints-Peyres

## Persönlichkeiten
- Jules-Alexandre-Léon Bouissière (1860–1916), Geistlicher und römisch-katholischer Bischof von Constantine-Hippone, geboren in Saint-Amans-Valtoret